# Schiereiland van Saint-Tropez

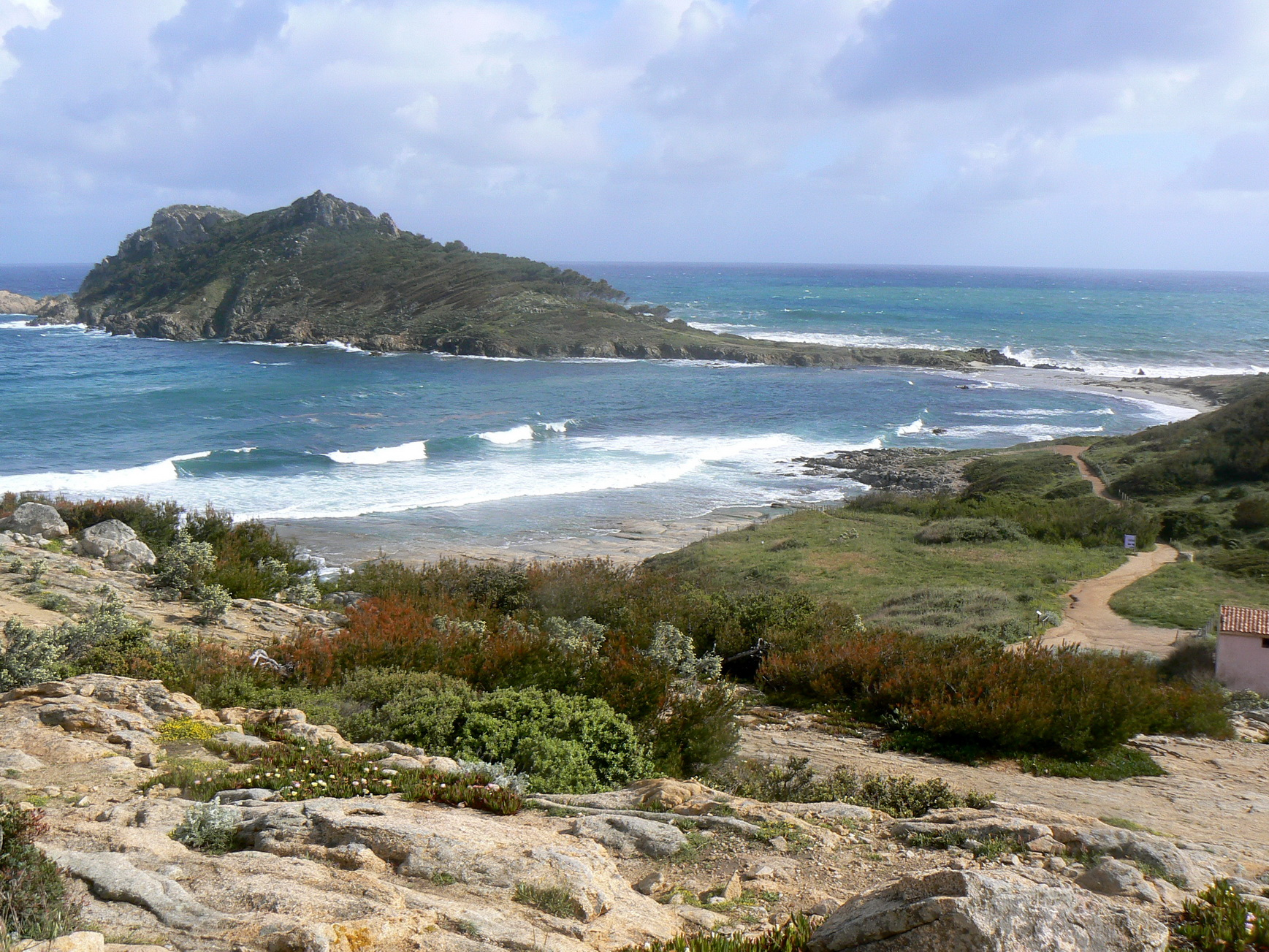
Cap Taillat

Kaart van het schiereiland van Saint Tropez

Het schiereiland van Saint-Tropez is een uitloper van het Massif des Maures in de Middellandse Zee in het Franse departement Var. Het schiereiland is ongeveer 10 km lang en 18 km breed, bergachtig met hoogtes tot 300 m, en wordt begrensd door de Golfe de Saint-Tropez in het noorden en de Baie de Cavalaire in het zuiden.
De belangrijkste steden en plaatsen op het schiereiland zijn Saint-Tropez, Ramatuelle, Gassin en La Croix-Valmer.
De belangrijkste kapen van het schiereiland zijn (van noord naar zuid):
- Cap Saint-Pierre
- Pointe des Rabiou
- Cap de Saint-Tropez
- Pointe de Capon
- Cap du Pinet
- Pointe de Bonne Terrasse
- Cap Camarat
- Cap Taillat
- Cap Lardier

Deze worden van elkaar gescheiden door grotere en kleinere baaien met zandstranden, waaronder de Baie des Canébiers, de Anse de Pampelonne met het bekende gelijknamige strand, de Baie de Bonporté en de Baie de Briande.
Het zuidelijke deel van het schiereiland herbergt het 1.222 ha grote Natura 2000-natuurgebied Cap Lardier - Cap Taillat - Cap Camarat, onder bescherming van het Conservatoire du littoral.

## Fotogalerij

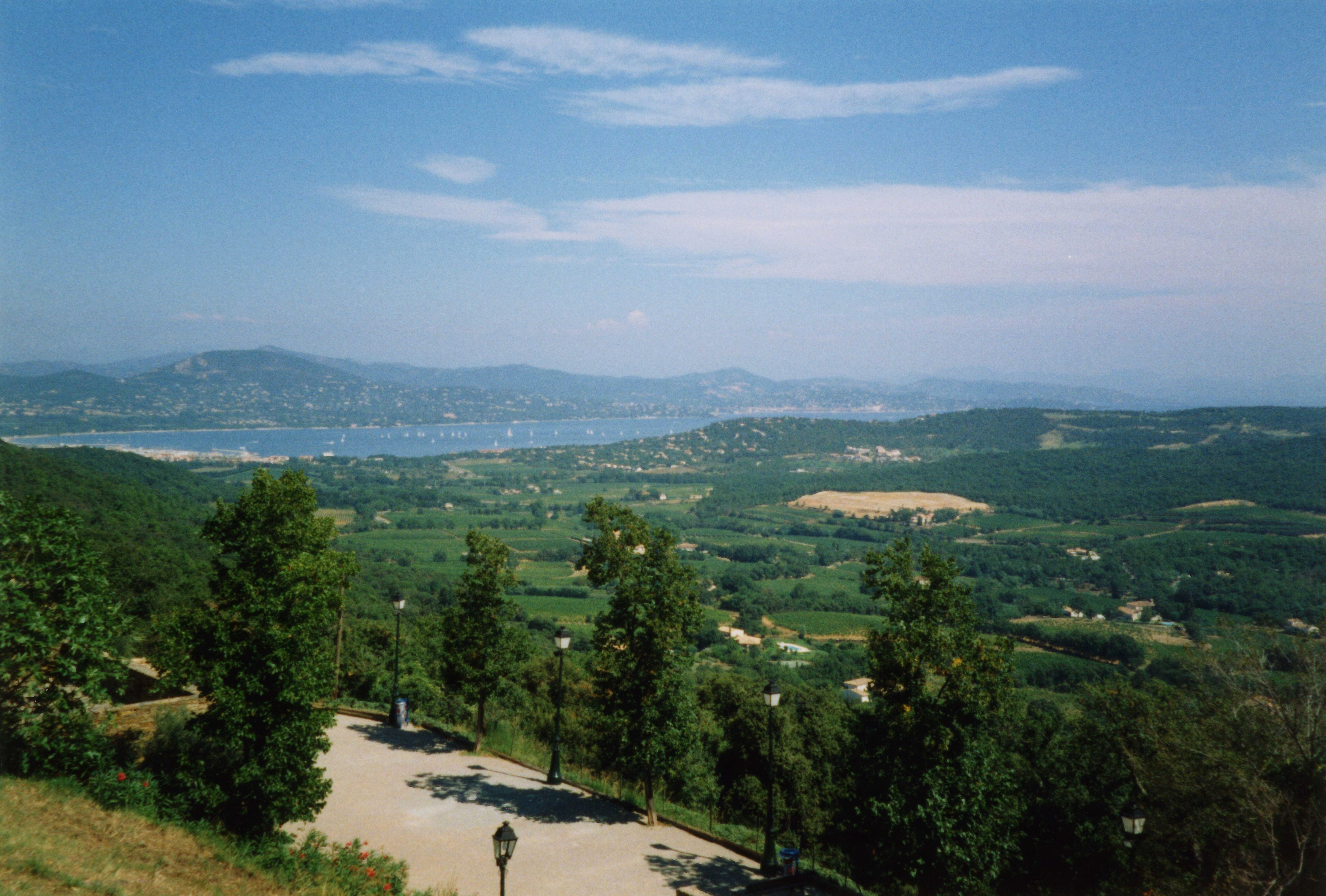
Het schiereiland en de golf van Saint-Tropez.
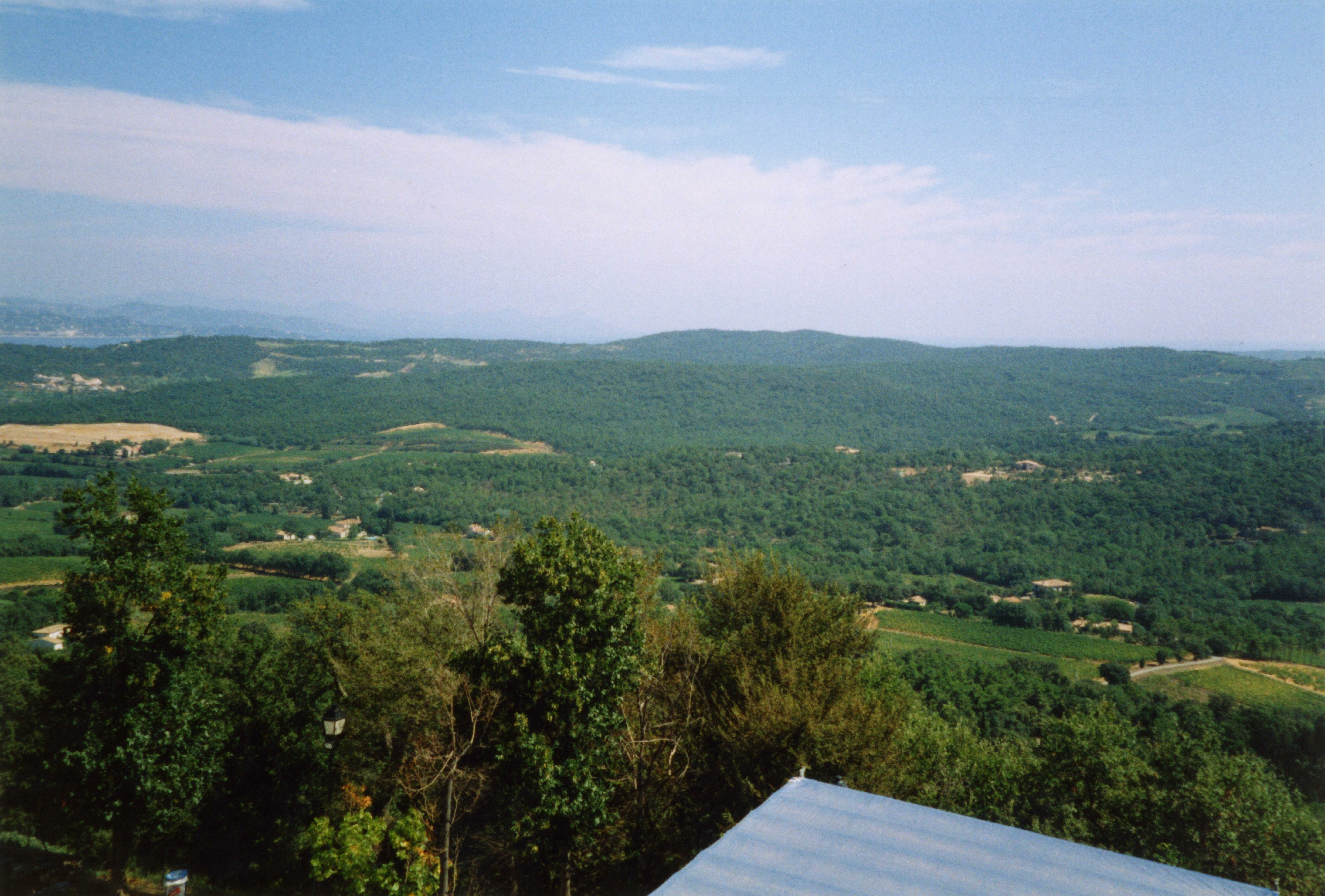
Het binnenland van het schiereiland.
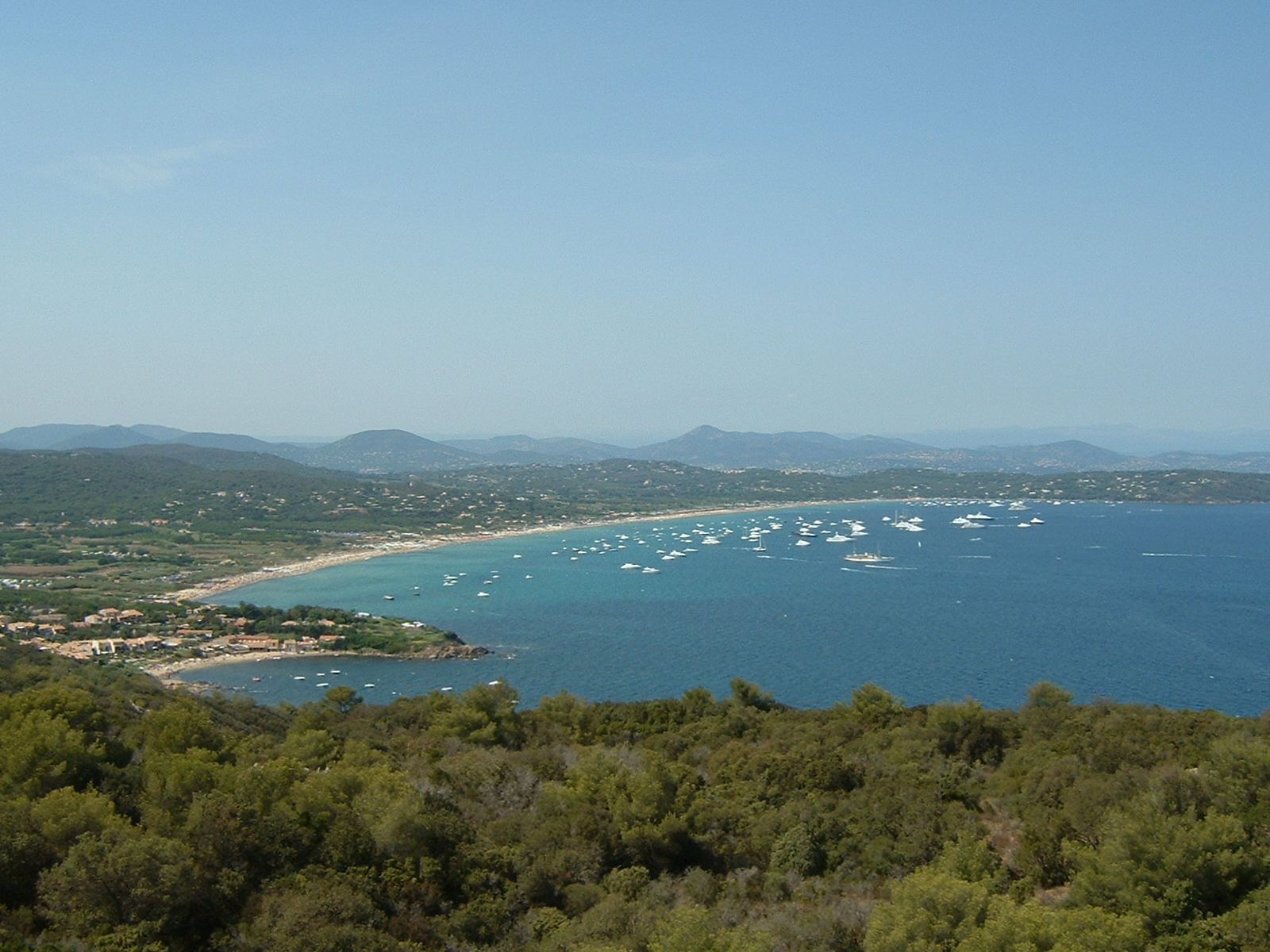
De baai van Pampelonne en de Point de Bonne Terasse.
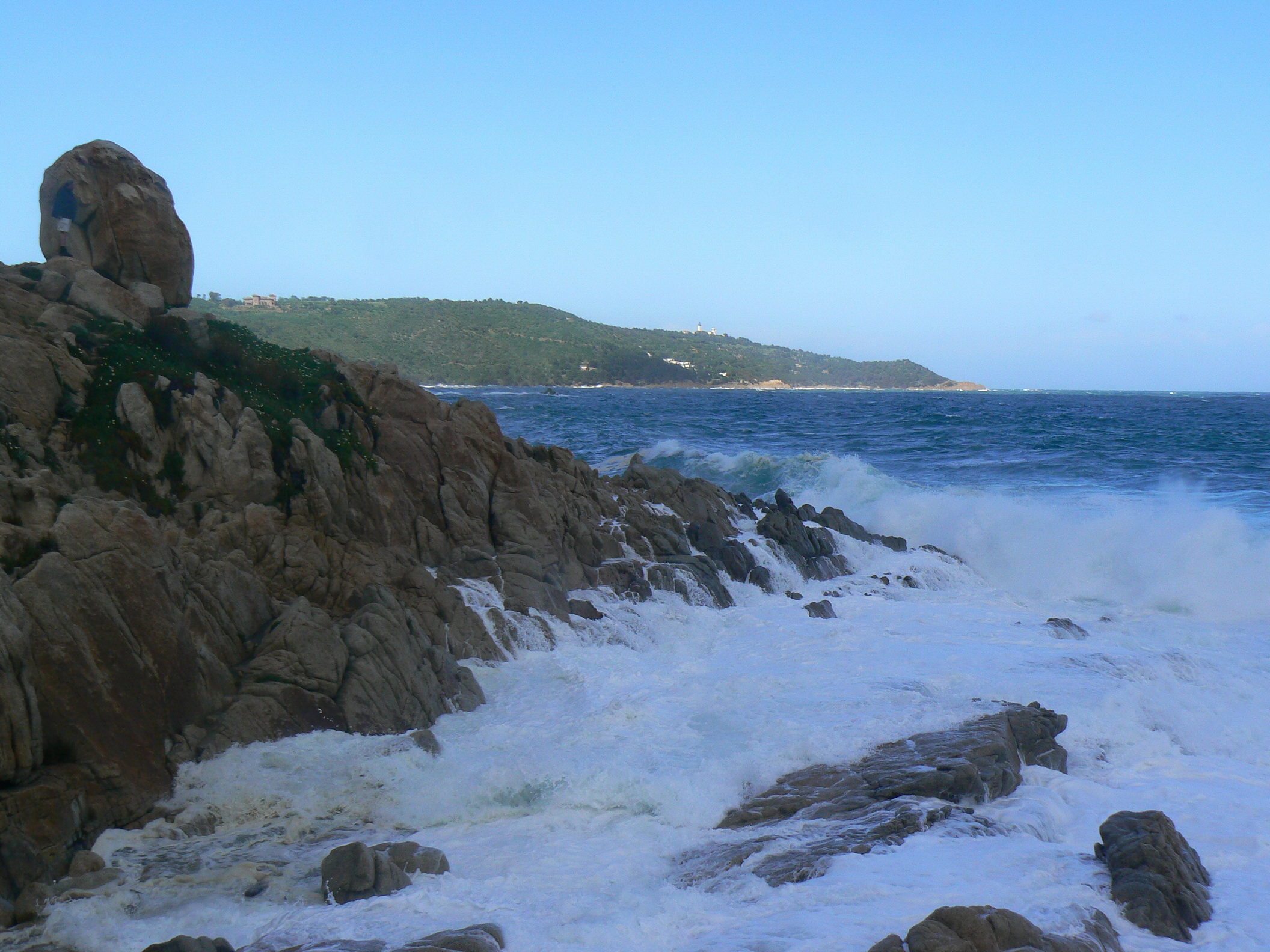
Cap Camarat